# Ross Ford (rugby à XV)
Pour les articles homonymes, voir Ross Ford et Ford (homonymie).

a Compétitions nationales et continentales officielles uniquement.

b Matchs officiels uniquement.
Dernière mise à jour le 11 juillet 2019.
Ross William Ford, né le 23 avril 1984 à Édimbourg (Écosse), est un joueur international écossais de rugby à XV évoluant au poste de talonneur (1,86 m pour 113 kg). Il compte 110 sélections (record) avec l'équipe d'Écosse de 2004 à 2017.

## Carrière

### En club
- 2003-2007 : Border Reivers
- 2007-2019 : Edinburgh Rugby

### En équipe nationale
Il a obtenu sa première cape internationale le 6 novembre 2004 à l’occasion d’un match contre l'équipe d'Australie à Édimbourg. 
En vue de la Coupe du monde 2011, le sélectionneur du XV écossais Andy Robinson interdit à cinq joueurs de jouer avec leur club respectif jusqu'à la fin de la saison. Cela concerne les deuxièmes lignes Richie Gray et Alastair Kellock, le troisième ligne John Barclay, le talonneur Ross Ford et le pilier Allan Jacobsen.
Le 23 juin 2017, lors d'un test match au ANZ Stadium à Suva face aux Fidji, Ross Ford devient le recordman de sélections avec 110 capes.

## Palmarès

### En club
- Coupe d'Europe :
  - Demi-finaliste (1) : 2012 (Édimbourg)
- Celtic League :
  - Vice-champion (1) : 2009 (Édimbourg)

### En équipe nationale
- Coupe du monde :
  - Quart de finale (2) : 2007 et 2015
- Tournoi des Six Nations :
  -  Troisième (2) : 2006 et 2013

## Statistiques en équipe nationale
- 110 sélections, recordman (88 fois titulaire, 22 fois remplaçant)
- 25 points (5 essais)
- 8 fois capitaine depuis le 4 février 2012
- Sélections par année : 1 en 2004, 4 en 2006, 11 en 2007, 9 en 2008, 8 en 2009, 10 en 2010, 10 en 2011, 10 en 2012, 8 en 2013, 9 en 2014, 14 en 2015, 8 en 2016, 8 en 2017
- Tournois des Six Nations disputés : 2006, 2007, 2008, 2009, 2010, 2011, 2012, 2013, 2014, 2015, 2016, 2017

En Coupe du monde :
- 2007 : 4 sélections (Portugal, Roumanie, Italie, Argentine)
- 2011 : 4 sélections (Roumanie, Géorgie, Argentine, Angleterre)
- 2015 : 5 sélections (Japon, États-Unis, Afrique du Sud, Samoa, Australie)

Avec les Lions britanniques et irlandais :
- 1 sélection (1 fois remplaçant)
- Sélections par année : 1 en 2009